# Anti-krigsfilm
Anti-krigsfilm er en filmgenre med et pacifistisk eller anti-krigstema. Det kan være krigsfilm, der viser de negative aspekter ved krig, eller film, der er satire over krig. 

## Eksempler på anti-krigsfilm
- Født den 4. juli (Born on the Fourth of July, 1989) instrueret af Oliver Stone
- Full Metal Jacket (1987) instrueret af Stanley Kubrick
- Breve fra en afdød (1986) instrueret af Konstantin Lopushanskiy
- Gå og se (1984) instrueret af Elem Klimov
- Gallipoli (1981) instrueret af Peter Weir
- Dommedag nu (Apocalypse Now, 1979) instrueret af Francis Ford Coppola
- Coming Home (1978) instrueret af Hal Ashby
- Deer Hunter (1978) instrueret af Michael Cimino
- Johnny Got His Gun (1971) instrueret af Dalton Trumbo
- Ingenmandsland (Uomini Contro,Many Wars Ago,1970) instrueret af Francesco Rosi
- Punkt 22 (Catch 22, 1970) instrueret af Mike Nichols
- Historien om en soldat (1959) instrueret af Grigori Chukhraj
- Ærens vej (Paths of Glory, 1957) instrueret af Stanley Kubrick
- Broen over floden Kwai (The Bridge on the River Kwai, 1957) instrueret af David Lean
- Intet nyt fra Vestfronten (All Quiet on the Western Front, 1930) instrueret af Lewis Milestone
- Den store Parade (The Big Parade, 1925) instrueret af King Vidor
- Gevær på skulder (Shoulder Arms, 1918) instrueret af Charlie Chaplin

| Film | Spire Denne filmartikel er en spire som bør udbygges. Du er velkommen til at hjælpe Wikipedia ved at udvide den. |